# 海岸寺 (香川県多度津町)
海岸寺（かいがんじ）は香川県仲多度郡多度津町西白方に所在する真言宗醍醐派の寺院。経納山（きょうのうざん）、迦毘羅衛院（かびらえいん）と号す。本尊聖観世音菩薩の本坊と約400 m離れた飛び地境内にある本尊弘法大師誕生仏の奥之院と呼ばれる大師堂の2カ所から成る。四国別格二十霊場十八番札所、四国三十六不動霊場第三十一番札所、讃岐十二支霊場卯歳守護文殊菩薩札所、全国百八ヵ寺・愛と心の寺めぐり〈訶〉。
- 本尊真言：おん あろりきゃ そわか
- 御詠歌
  - 遠近（おちこち）と ながめば沖の 走船 ふでや硯の なみぞうつなる（本坊）
  - わだつみの岸のお寺の産盥（うぶだらい）すすいでかける湯手掛の松（奥之院）
  - せとのきし まなこやひらく かいがんじ よろこびみちぬ 身も心にも（別格）
  - かのきしに こえもとどけよ マカロシャダ 除障明王 カンマンボロン（四国不動）

本坊と奥の院のそれぞれに納経所があり、それぞれの本尊と霊場札所の納経の受付をしている。

## 概要

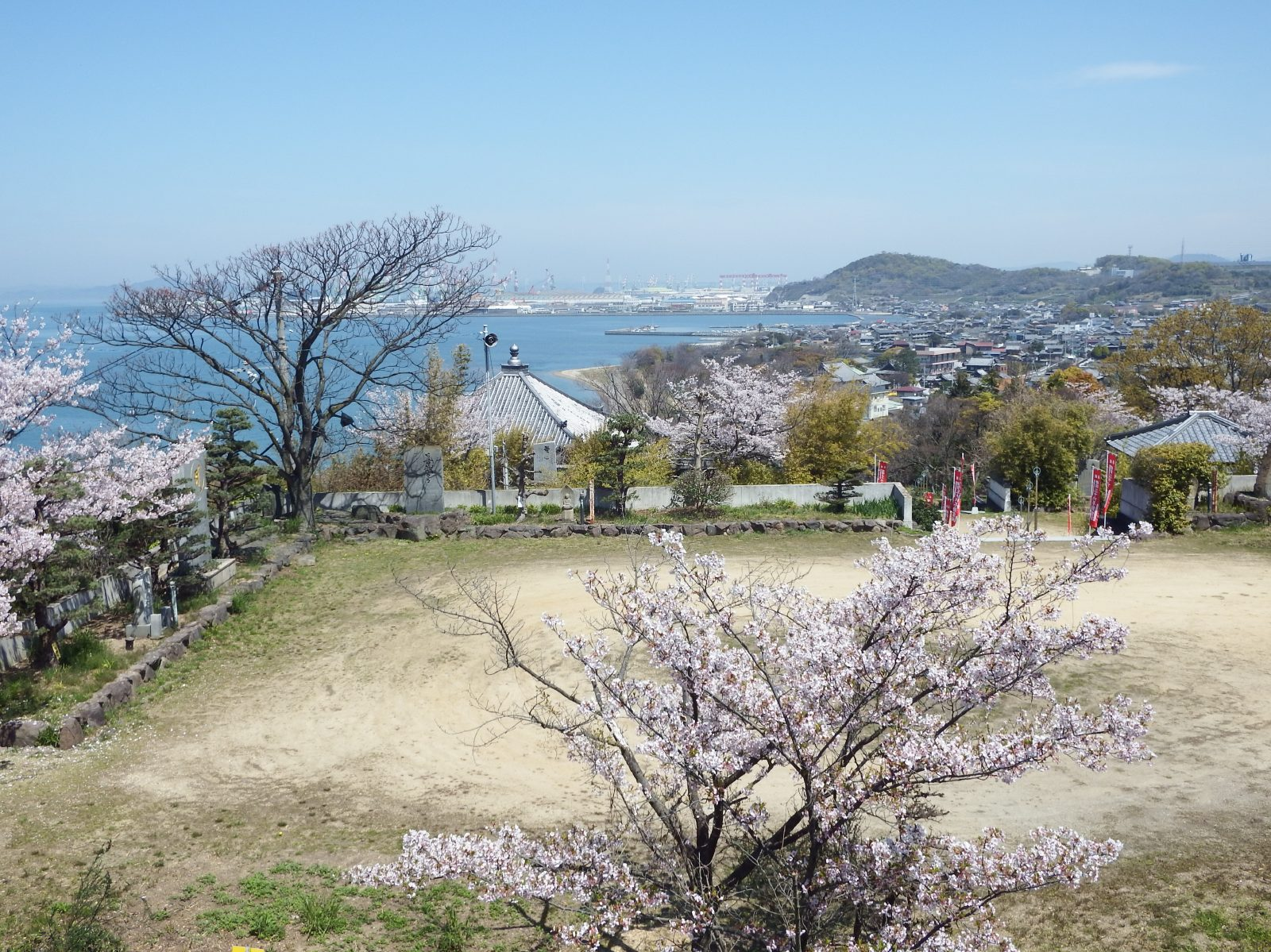
全景

瀬戸内海に面した屏風ヶ浦海岸に位置する。寺院は本坊と奥之院からなり、両所の間にはさぬき浜街道とJR予讃線が通過し分断されている。なお、ユースホステルを併設している。

## 歴史

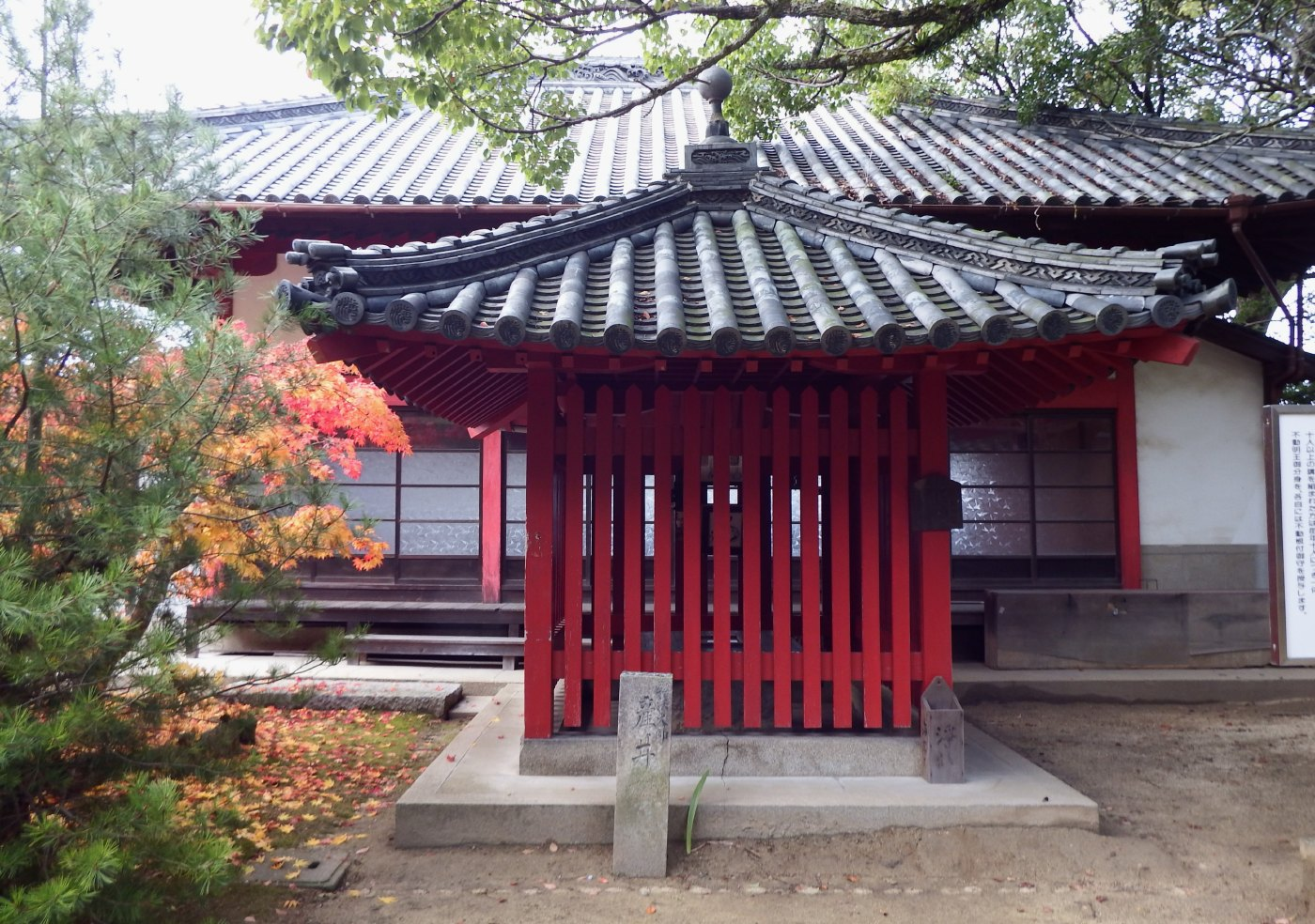
産井

寺伝によれば、ここは空海（弘法大師）の母親である玉依御前の出身地とされる。更に空海は奈良時代後期の宝亀5年（774年）に当寺奥之院で生まれたとされており、弘法大師出化初因縁（しゅっけしょいんねん）の霊跡と言われる。
平安時代初期の大同2年（807年）空海が本堂を建立して聖観音ないし弥勒菩薩を安置したのが当寺院の開創と伝えられている。弘仁6年（816年）には空海が自身の像を刻み、大師堂を建てたことにより奥之院が開かれたとされる。
戦国時代には土佐の戦国大名・長宗我部元親の進攻に遭い天正11年（1583年）には伽藍が焼亡し、天正18年（1590年）より随時再建がなされたというが天正7年には海岸寺(白方)領主香川氏は長曾我部と同盟関係となっており天正11年は香川氏大将として東讃の十河城攻めをしているので年代的にこの記述は疑問がある。
文化年間（1804年 – 1818年）には、白方屏風浦が空海の誕生地とし当寺が誕生所と名乗ることを不服とした善通寺との間で誕生所争いが勃発し、ついには江戸幕府の寺社奉行をも巻き込んで、文化13年（1816年）に嵯峨御所の「善通寺は誕生所で当寺は弘法大師出化初因縁の霊跡と称する」との裁決を受ける事態が生じた。
明治16年（1884年）琴平松尾寺多聞院より当寺と合寺の依頼があり、その後、多門院は廃し当寺と合寺した。
明治38年（1905年）本坊の裏の海岸にロシア兵捕虜収容所（善通寺俘虜収容所）が造られ約千名が翌年まで収容された。

## 境内

### 本坊
- 山門：1965年5月落慶。仁王像の代わりに昭和三十年代に活躍した地元出身力士の琴ヶ浜（観音寺市出身、向かって右）と大豪（丸亀市）の像が立っている。
- 本堂：1856年再建。堂内にて参拝できる。壁の上部には雲中二十五菩薩。四国別格二十霊場の札所。
- 不動明王堂護摩場：不動明王立像、脇に神変大菩薩と愛染明王。讃岐の金毘羅大権現（現在の金刀比羅宮）金光院護摩堂の初代本尊であるが二代目を迎えたため塔頭の多門院に移され本尊とされていたものを神仏分離の動乱のおり多門院住職より依頼され当寺で祀るようになった。その委任状も当寺に残っている。三体とも拝観できる。
- 椿弁財天（祠）：当寺鎮守
- 迦毘羅津（きゃびらつ）神社跡（石の祠）：蕪津神社ともいい、延喜式内社で一ノ宮・二ノ宮・三ノ宮があったという。
- 十三仏石像：有縁凹凸十三仏
- 客殿：1801年9月再建。
- 本坊：1856年再建。
- 宿坊

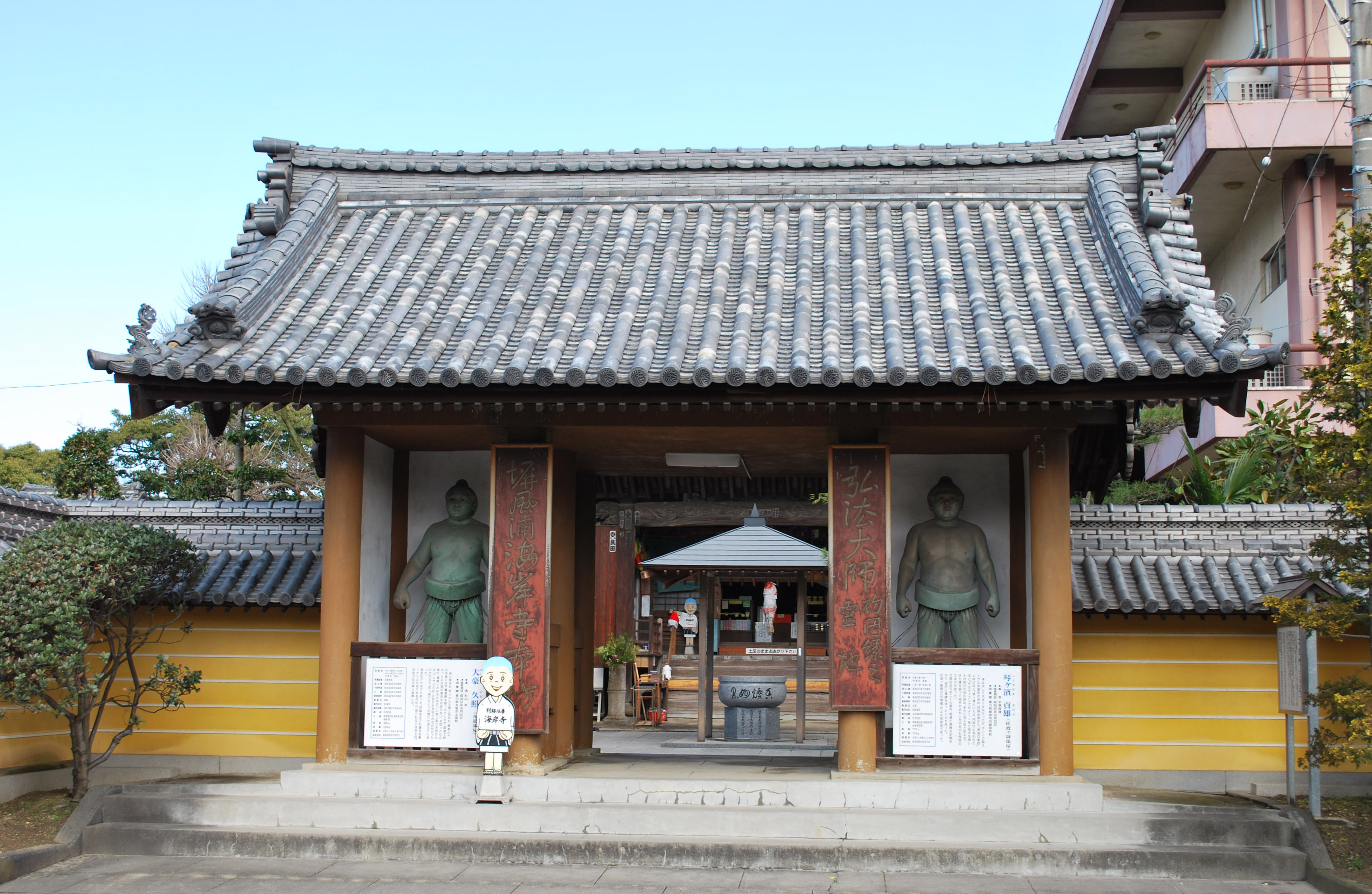
山門
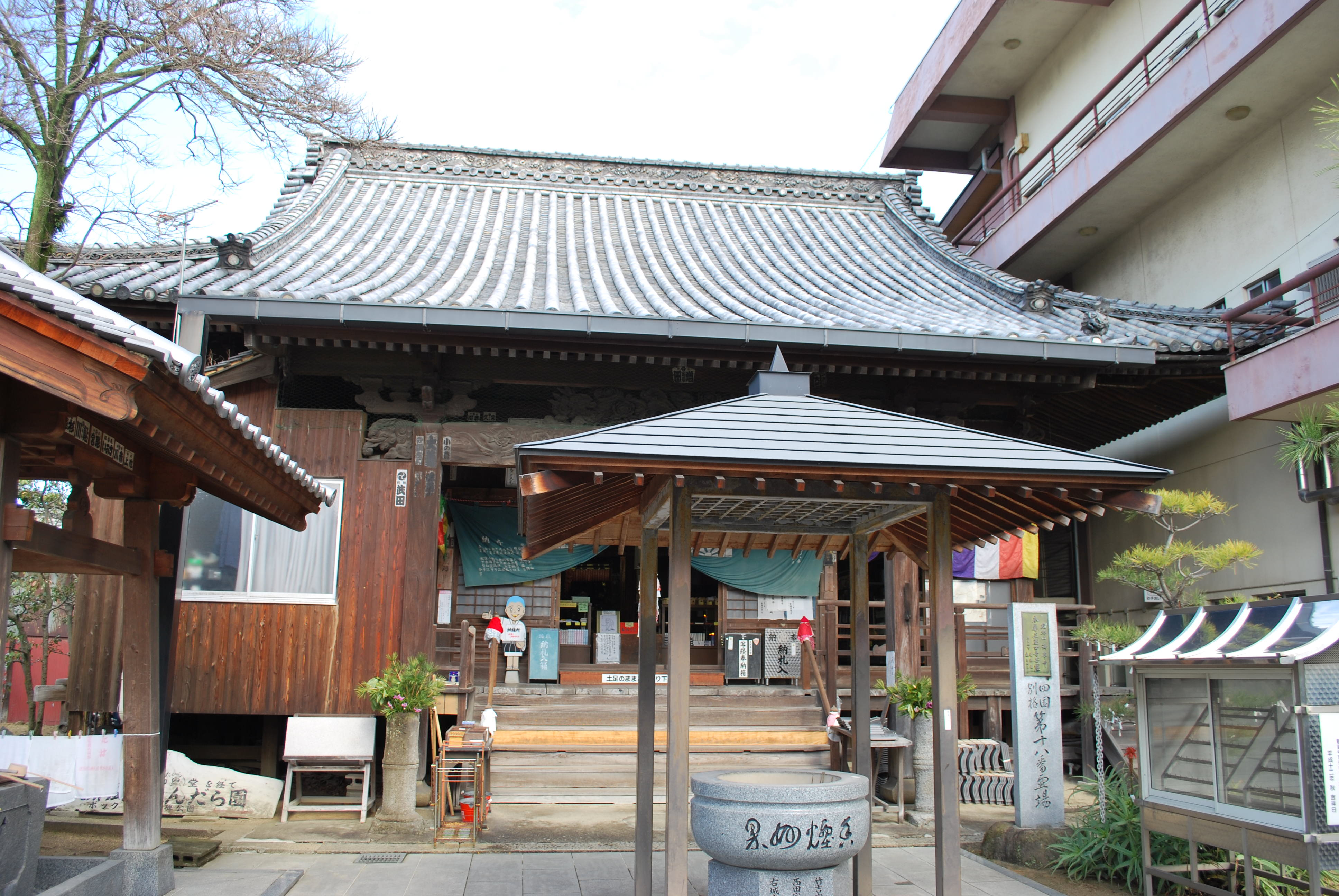
本堂
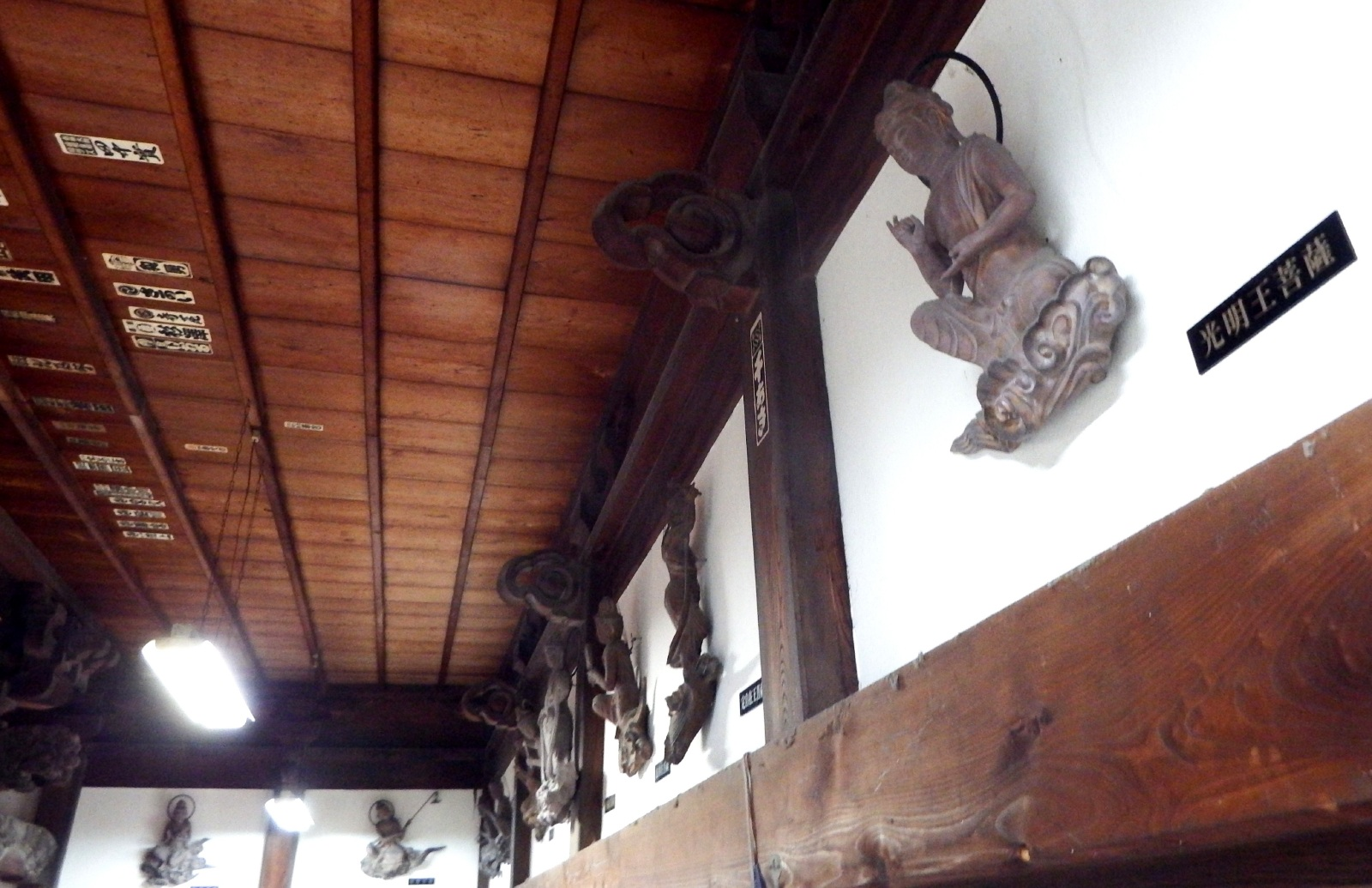
天井近くの二十五菩薩
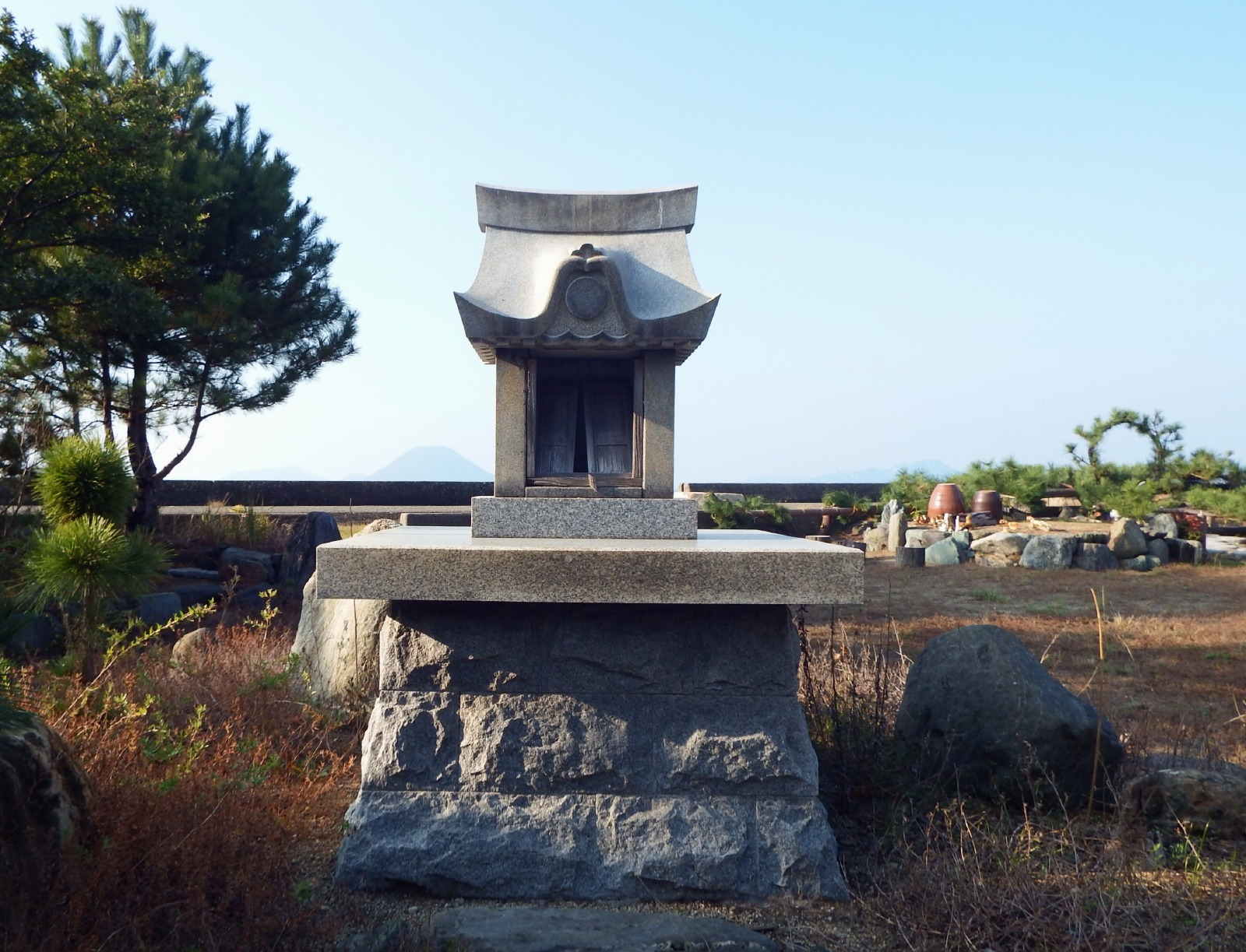
迦毘羅津神社
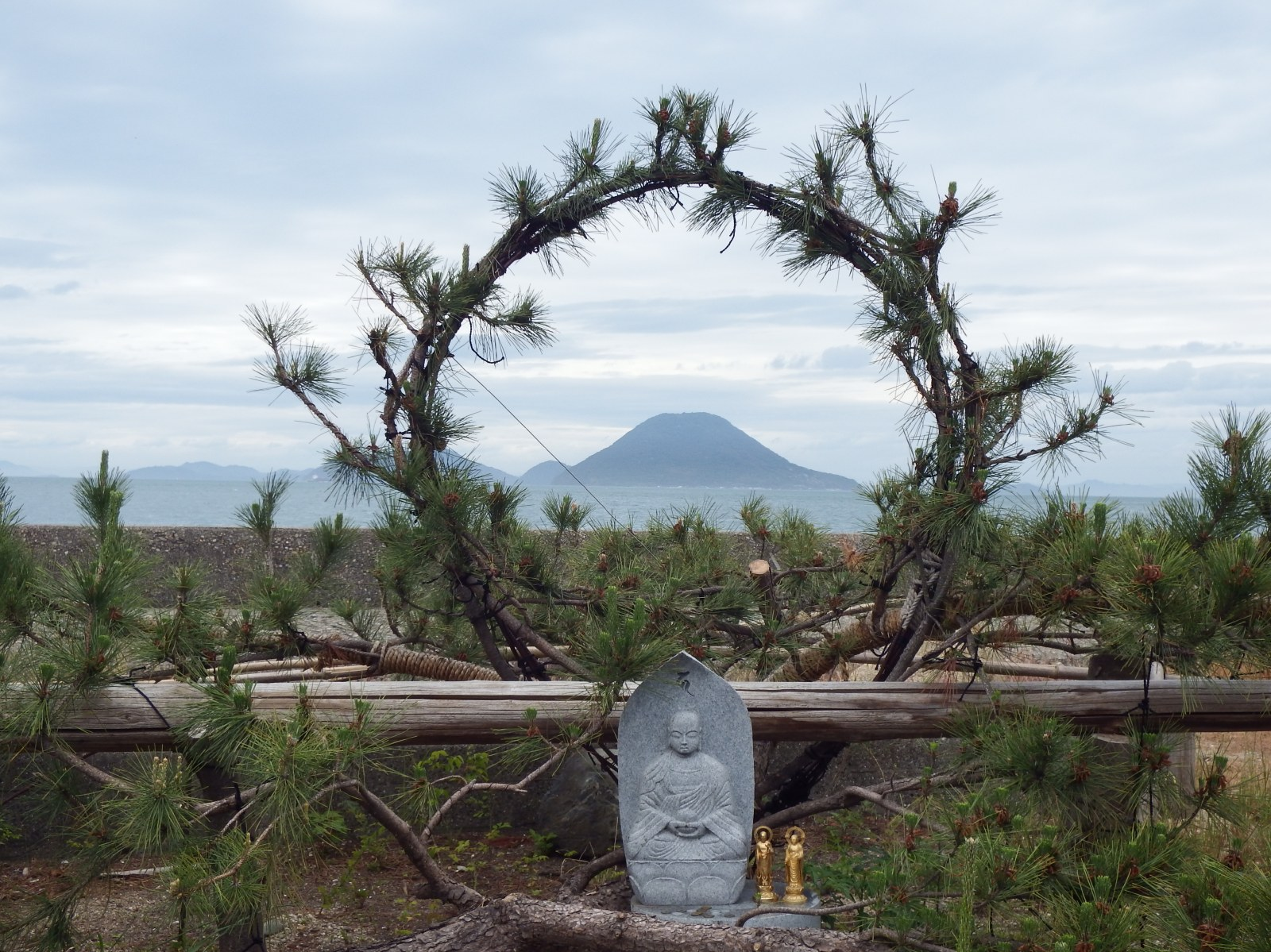
瀬戸内海富士（高見島）

### 奥之院
- 四天門（鐘門）
- 大師堂（御影堂）：1920年奥殿落成。1934年拝殿落成。内々陣には大師誕生仏（日本唯一）と両脇に四天王像、さらに両脇には両親の像。内陣の向かって手前左に大師像。
- 二重の塔：1953年5月14日上棟。本尊薬師如来は1959年入魂。また、十二神将を祀る。この辺りを「経納山」といい空海の幼少期に法華経を一字一石写経してその石を納めたという逸話から。
- 文殊堂：1991年4月29日落慶。
- 御盥山不動坊：1932年11月落成。本尊不動明王立像（伝・智証大師円珍の作）で別名・除障明王。四国三十六不動霊場の札所。普通車以下なら堂前まで行ける。
- 屏風ヶ浦新四国百八ヶ所：推定江戸時代末期、昭和56年6月15日に別格20を加え再興。大師堂の脇から山頂（標高138.5 m）まで約1.6 km最短で約40分[2]

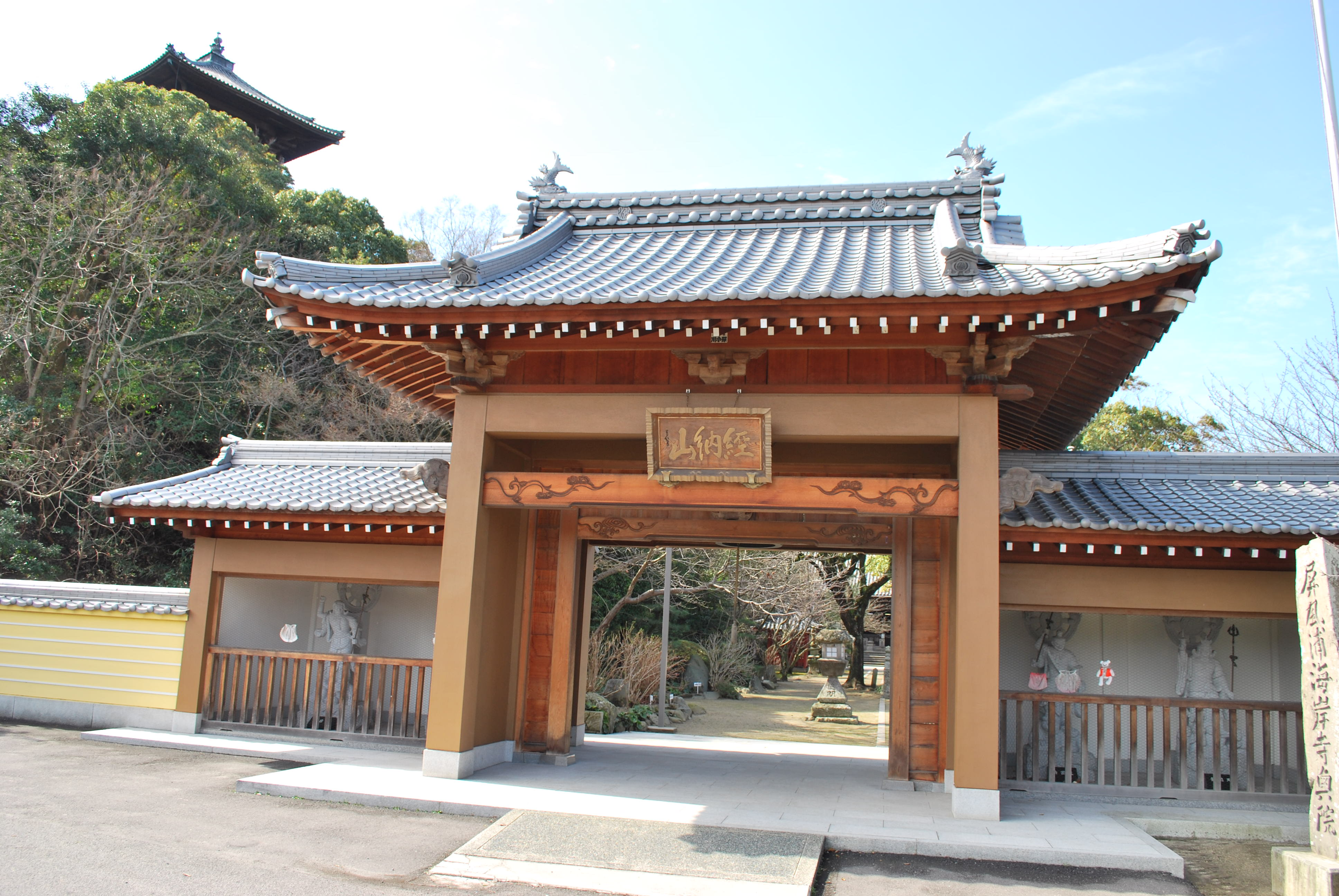
奥之院山門
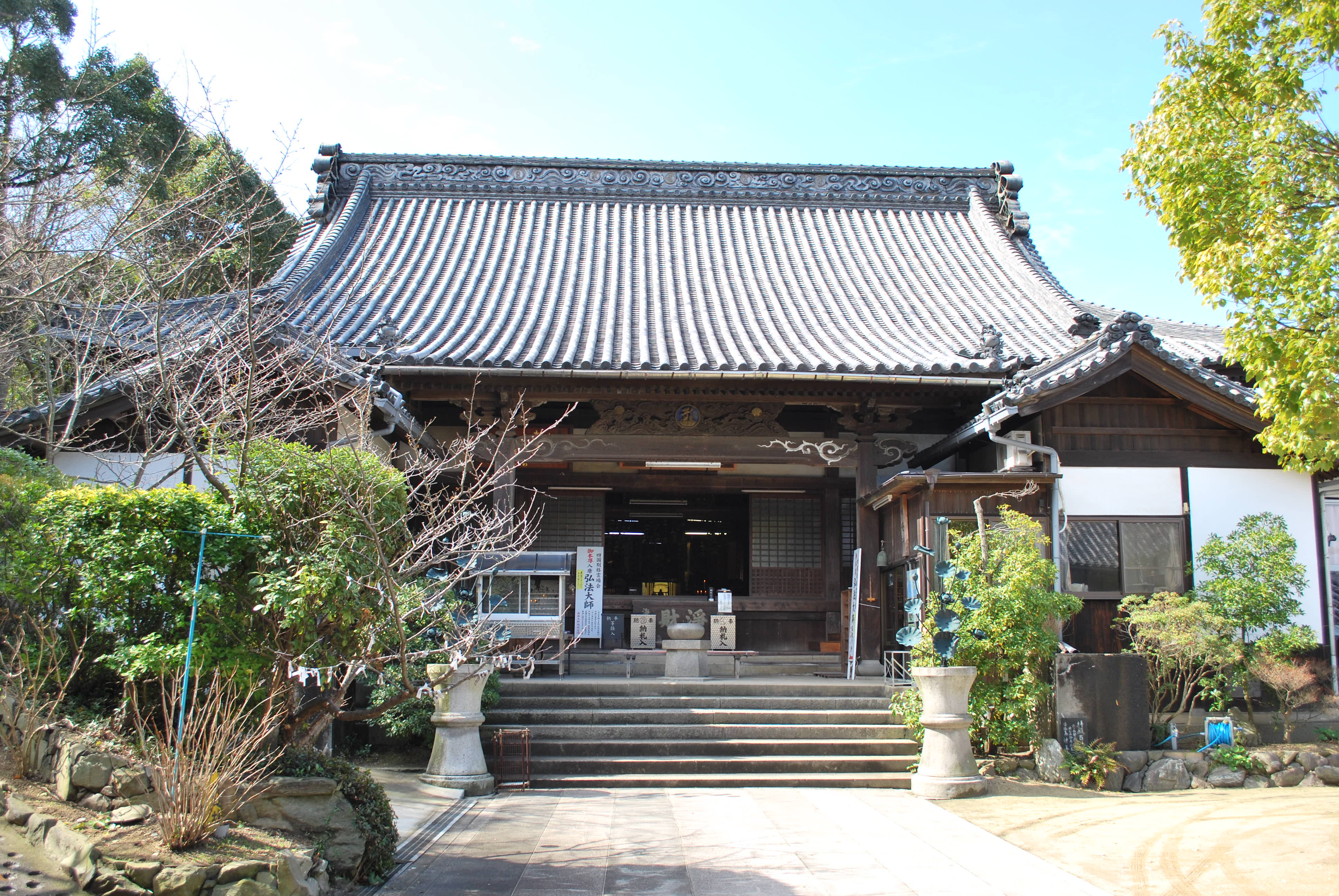
大師堂
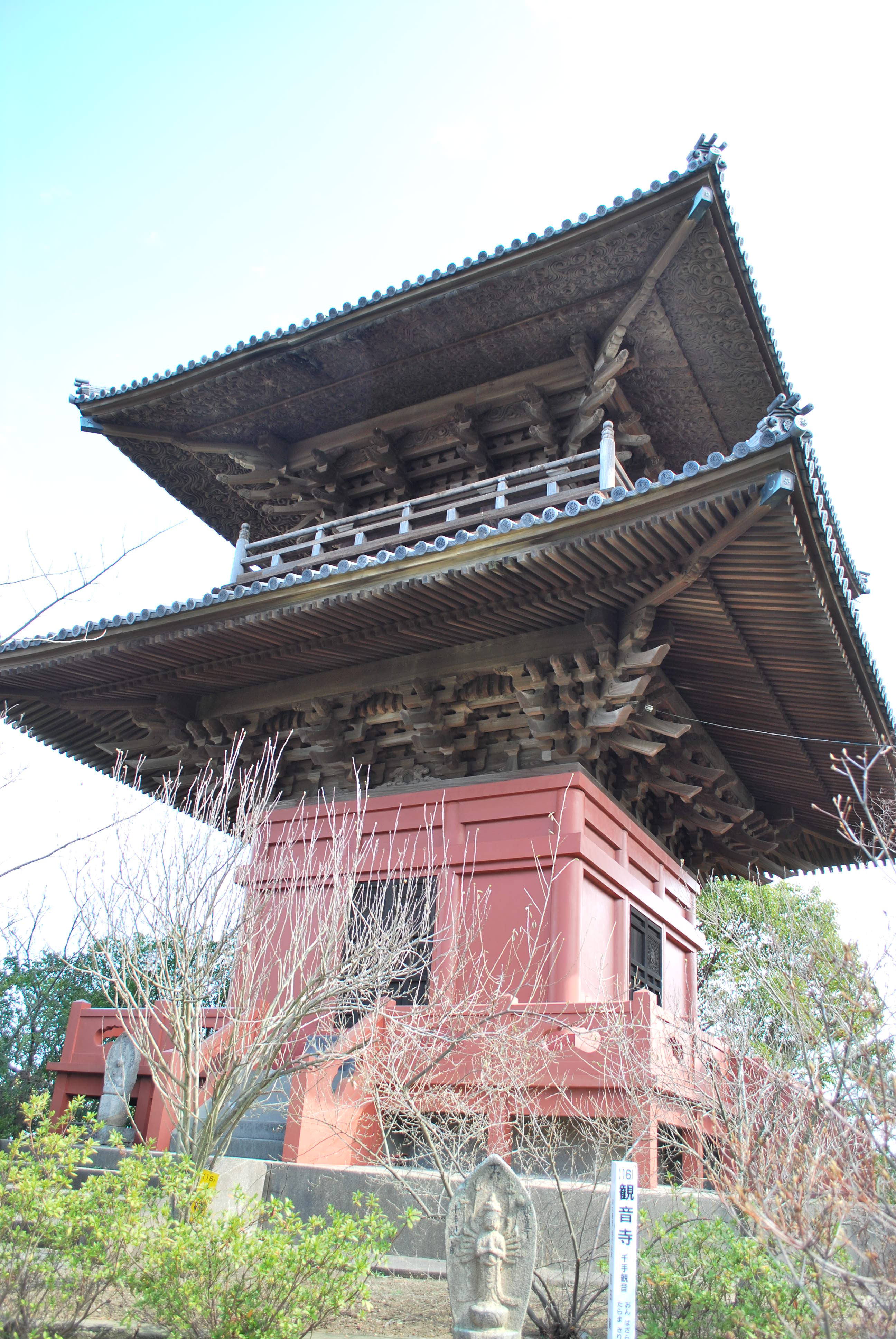
二重の塔
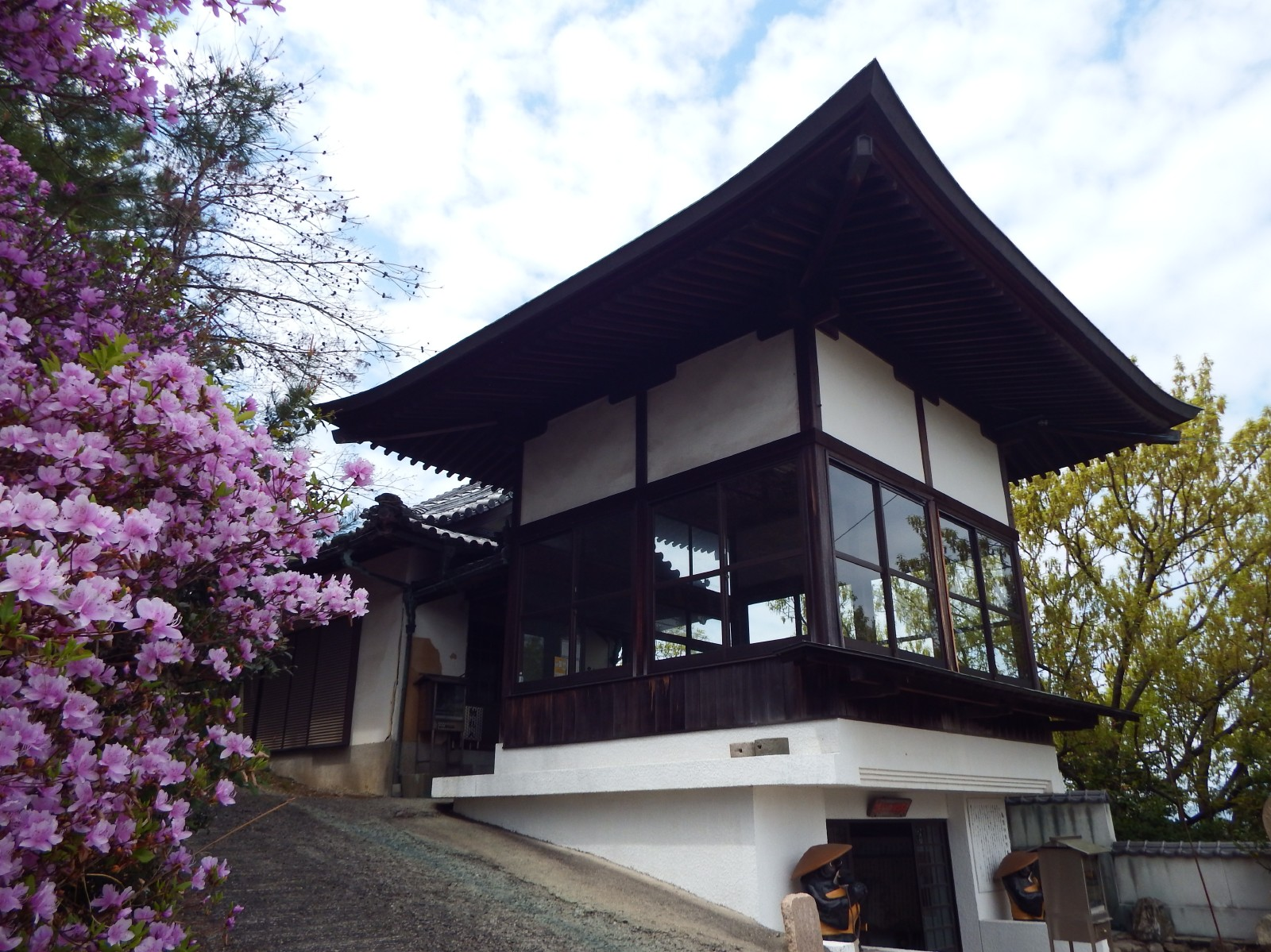
御盥山不動坊
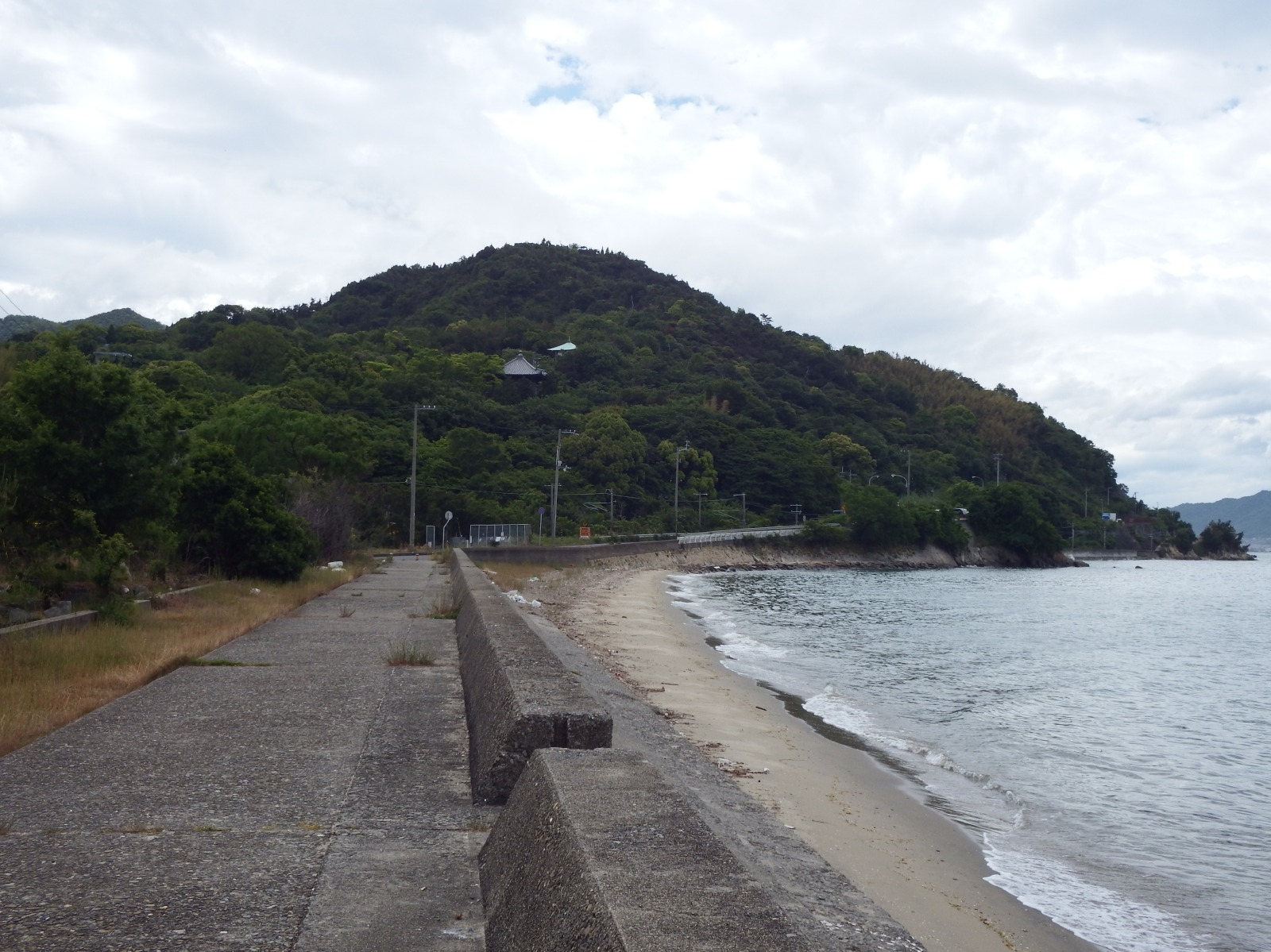
海岸から

## 交通アクセス
鉄道
- 四国旅客鉄道（JR四国） 予讃線 – 海岸寺駅 (0.4 km)

道路
- 一般道：香川県道21号丸亀詫間豊浜線（さぬき浜街道） 西白方（道路脇）

## 前後の札所
四国別格二十霊場
17番 神野寺 --(19.2 km)--  18番 海岸寺 -- (33.3 km)-- 19番 香西寺
四国三十六不動霊場
30番 妙音寺 --(15 km)-- 31番 海岸寺 --(40 km)-- 32番 天福寺